# 蛍橋停留場
蛍橋停留場（ほたるばしていりゅうじょう）は、高知県高知市旭町三丁目にあるとさでん交通伊野線の路面電車停留場。

## 歴史
蛍橋停留場は1929年（昭和4年）に開業した。伊野線はかつて起点から当停留場までが複線であり、蛍橋は一部の系統が折り返しを行う停留場であったが、1958年（昭和33年）に鏡川橋停留場まで複線区間が伸びると、鏡川橋での折り返しに取って代わっている。

### 年表
- 1929年（昭和4年）1月29日：土佐電気（のちの土佐電気鉄道）の停留場として開業[3]。
- 1950年（昭和25年）4月16日：伊野線の上町五丁目停留場から当停留場までが複線化[3]。
- 1958年（昭和33年）10月1日：伊野線の当停留場から鏡川橋停留場までが複線化[3]。
- 2014年（平成26年）10月1日：土佐電気鉄道が高知県交通・土佐電ドリームサービスと経営統合し、とさでん交通が発足[4]。とさでん交通の停留場となる。
- 2024年（令和6年）2月21日：慢性的な渋滞を解消するため、右折レーン設置に伴い伊野方面乗り場を伊野寄りに50m移設。始発より供用開始。

## 停留場構造
蛍橋停留場は伊野線の併用軌道区間にあり、ホームは道路上に設けられている。ホームは2面あり、東西方向に伸びる2本の線路を挟み込むように配される。ただし2024年2月20日までは互いのホーム位置は東西方向にずれており、東に伊野方面行きのホーム、西にはりまや橋方面行きのホームが置かれている。
停留場の南西（冒頭の画像だと奥に見える歩道橋の左手に相当する）には留置線があり、蛍橋車庫として2011年（平成23年）12月現在で4両が滞泊を行う。車庫は戦後、それまで上町五丁目停留場の北にあった五丁目車庫に代わって、当時一部系統の折り返し地点であった蛍橋に新設されたものである。複線区間の延長により折り返し地点が鏡川橋停留場に代わっても車庫は存置され、夜間の滞泊に利用されている。停留場の伊野寄りには渡り線があり、入庫時などに使われる。

## 停留場周辺
- 鏡川
- 高知市北消防署旭出張所
- 高知市立旭小学校
- 高知蛍橋郵便局
- 河野製紙
- 国道33号
- 高知西年金事務所
- 蛍橋バス停留所

## 隣の停留場
とさでん交通
伊野線
旭町三丁目停留場 - 蛍橋停留場 - 鏡川橋停留場